# La Ferté-Loupière
La Ferté-Loupière är en kommun i departementet Yonne i regionen Bourgogne-Franche-Comté i norra Frankrike. Kommunen ligger i kantonen Charny som tillhör arrondissementet Auxerre. År 2022 hade La Ferté-Loupière 547 invånare.

## Befolkningsutveckling
Antalet invånare i kommunen La Ferté-Loupière
| Referens: INSEE |